# Peraleda de la Mata
Peraleda de la Mata est une municipalité dans la province de Cáceres, dans la communauté autonome d'Estrémadure, en Espagne. Au recensement de 2005, la municipalité comptait 1 521 habitants.